# Juliana Betancourth
Productora de cine colombiana.
Juliana Betancourth (Medellín, 1986) es una productora, actriz, directora de cine colombiana.  

## Biografía

### Inicios
Betancourth nació en Medellín, Antioquia, en julio de 1986. A una edad muy temprana se trasladó con su familia a Ibagué, donde asistió a la escuela secundaria. Allí inició su afición por la actuación, formando parte del grupo teatral del colegio San Simón.
En 2003 se trasladó a Bogotá para estudiar comunicación social en la Pontificia Universidad Javeriana, preparándose profesionalmente como actriz en sus tiempos libres. Se inscribió en la escuela de actuación del director Alfonso Ortiz, llamada Taller Caja de Herramientas. En 2006 comenzó a participar en el estudio de actuación Tao Sierra donde permaneció durante tres años. Luego tomó clases en el Estudio Babel dirigido por Juan Pablo Félix y también en el Teatro Varasanta, donde fue alumna de la entrenadora de voz Carlota Llano.
Durante estos años de preparación, participó en varias obras de teatro como El Festín de los Cabrones, Morir y Las Rubayatas. También participó en producciones televisivas como Amor sincero y Tu Voz Estereo, en una gran cantidad de cortometrajes para la Universidad Javeriana y en algunas películas independientes.

### Reconocimiento
En 2010 viajó a España para seguir con su formación actoral. Viajó a Colombia para participar en proyectos televisivos como La Reina del Sur y Tres Milagros, y en el largometraje colombo-venezolano Patas Arriba. Más tarde tomó clases particulares con la entrenadora de voz Concha Doñaque, que ha preparado a actores como Gael García Bernal y Angie Cepeda, para hablar con acento español de manera natural. En 2013 viajó a Londres para mejorar su inglés y allí protagonizó el video musical de la canción "How to Treat a Woman" de Casso Blax.
A principios de 2015, Juliana regresó a Colombia para protagonizar la película Virginia Casta, estrenada en 2017, en la que comparte escenas con el colombiano Aldemar Correa y con el mexicano José Ángel Bichir, así como con otras celebridades colombianas como Majida Issa, Marcela Carvajal y Cristina Umaña.

## Filmografía

### Televisión
| Año       | Título           | Personaje            | Canal              |
| --------- | ---------------- | -------------------- | ------------------ |
| 2020      | Sangre Negra     | Elena                |                    |
| 2018      | Bite!            | Avalon               |                    |
| 2011-2012 | 3 Milagros       | Leidy                | Canal RCN          |
| 2011      | La Reina del Sur | Charito              | Telemundo          |
| 2010-2011 | Tu voz estéreo   | Múltiples personajes | Caracol Televisión |
| 2010      | Amor sincero     | Vecina               | Canal RCN          |
| 2010      | Rosario Tijeras  | Lidia secretaria     | Canal RCN          |

## Cine
| Año  | Título                     | Personaje      | Nota |
| ---- | -------------------------- | -------------- | ---- |
| 2018 | Therapy (corto)            | Marina         |      |
| 2018 | One Step at a Time (corto) | Alejandra      |      |
| 2017 | Virginia Casta             | Virginia Casta |      |
| 2016 | Trans Life (corto)         | Juliana        |      |
| 2014 | The Pink Crusader (corto)  |                |      |
| 2012 | Impoluto (corto)           | Asusena        |      |
| 2011 | Patas arriba               | Cliente        |      |